# Mečovka trpasličí
Mečovka trpasličí (latinsky: Xiphophorus pygmaeus, slovensky: Mečúň maly, anglicky: Pygmy swordtail). Ryba se vyskytuje ve sladkých vodách zemí Střední Ameriky. Rybu vědecky popsali v roce 1943 američtí zoologové, resp. ichtyolog Carl Leavitt Hubbs (19. říjen 1894 – 10. červen 1979) a biolog, genetik Myron Gordon (13. listopad 1899 – 12. březen 1959).

## Popis
Základní zbarvení přírodní formy je od žluté, olivově zelené, šedo-hnědé s podélným černým pruhem kolem boční čáry, který je z obou stran lemován svítivě modrými pruhy. Tělo ryby je štíhlé. Samci mají jen náznak mečíku na ocasní ploutvi. Samci a samice dorůstají délky 4 cm. Samci dorůstají do 3,9 cm a samice 7,0 cm délky. Pohlaví ryb je snadno rozeznatelné: samci mají pohlavní orgán gonopodium, samice klasickou řitní ploutev.

## Biotop
Ryba žije ve sladkých vodách Střední Ameriky, v Rio Axtla, což je přítok do Rio Moctezuma ve středním Mexiku, v říčním systému Pánuco na severovýchodě Mexika.

## Chov v akváriu
- Chov ryby: Pro chov je snadný, převaha samic nad samci je žádoucí. Ryba prospívá ve větších nádržích, kde má možnost plavat, silnější proudění vody je nutnost.[4]
- Teplota vody: 24–28°C[4]
- Kyselost vody: 7,0–8,0pH[4]
- Tvrdost vody: 5–18°dGH[4]
- Krmení: Jedná se o všežravou rybu, preferuje živou potravu (perloočky, komáří larvy), přijímá také vločkové, nebo mražené krmivo. Okusuje řasy. Pro dobré vybarvení a růst by strava měla být pestrá.[4]
- Rozmnožování: Březost trvá přibližně 4–6 týdnů. Samice rodí 10–30 mláďat, dle své velikosti. Potěr má velikost 5–7 mm. Samice mají před porodem černou skvrnu zralosti a výrazně hranaté velké bříško. Po porodu je vhodné potěr odlovit, nebo k porodu použít líhničku.[4]